# Peakelestes hirsutus
Peakelestes hirsutus är en stekelart som beskrevs av Ian D. Gauld 1997. Peakelestes hirsutus ingår i släktet Peakelestes och familjen brokparasitsteklar. Inga underarter finns listade i Catalogue of Life.